# 레미 (소셜 네트워크)
레미(Lemmy)는 자유 및 오픈 소스 소셜 뉴스 수집 소프트웨어로, 셀프 호스팅 토론 포럼을 운영한다. "인스턴스"라고 불리는 이 호스트들은 액티비티펍 프로토콜을 사용하여 서로 통신한다.

## 역사
레미는 2019년 2월 깃허브의 사용자 Dessalines가 만들었으며 아페로 일반 공중 사용 허가서 라이선스 하에 배포되었다.
2020년 게시물에서 레미의 공동 제작자 Dessalines는 레미라는 이름의 기원에 대해 다음과 같이 썼다.
"오랫동안 이름이 없었지만, 페디버스 프로젝트에 동물의 이름을 붙이는 전통을 따르고 싶었다. 그때 마침 고전 게임인 레밍즈를 플레이하고 있었고, 그 주에 모터헤드의 레미 킬미스터가 사망했다. 그래서 이름에 대한 몇 가지 투표를 진행했고, 나는 그 이름으로 결정했다."
페디버스 통계 웹사이트 the-federation.info에 따르면, 2023년 6월 이전에는 레미 인스턴스가 100개 미만이었으나, 2023년 7월 27일 기준 기준으로 레미 인스턴스가 1521개로 증가하여 총 월간 활성 사용자 수는 66,000명에 달했다. 가장 인기 있는 인스턴스는 lemmy.world와 lemmy.ml로, 2023년 7월 27일 기준 기준으로 각각 27,000명과 4,000명의 월간 활성 사용자를 보유했다.

## 설명
레미는 레미 소프트웨어의 개별 설치 네트워크로 구성되어 있으며, 이들은 상호 통신할 수 있다. 이는 다른 소셜 미디어 플랫폼의 중앙 집중식, 단일 구조와는 다르다. 레딧의 분산형 대안으로 평가받고 있다.
개별 인스턴스의 사용자들은 링크, 텍스트 또는 사진이 포함된 게시물을 사용자가 만든 토론 포럼인 "커뮤니티"에 제출한다. 토론은 스레드형 댓글 형식으로 이루어진다. 게시물과 댓글은 추천 또는 비추천될 수 있지만 비추천 기능은 각 인스턴스의 관리자가 비활성화할 수 있다.
커뮤니티는 각 인스턴스에 로컬로 존재하지만, 사용자들은 인스턴스 간에 커뮤니티를 구독하고, 게시물을 작성하며, 댓글을 남길 수 있다. 중재는 각 인스턴스의 관리자와 특정 커뮤니티의 중재자가 수행한다. 커뮤니티 이름은 URL에서 c/로 시작하며(예: lemmy.ml/c/simpleliving) !community@instance 형식으로 멘션할 수 있다.
각 인스턴스에서 초기 화면에는 여러 커뮤니티의 인기 게시물이 표시된다. 이 게시물은 원본에 따라 필터링될 수 있다: 사용자가 접속한 인스턴스의 게시물 또는 모든 연동된 인스턴스의 게시물. 또한 사용자가 구독한 커뮤니티의 게시물만 표시되도록 설정할 수도 있다.
레미 인스턴스는 일반적으로 기부를 통해 운영된다.

## 다른 소셜 네트워크와의 관계
액티비티펍은 레미 인스턴스가 연동형 소셜 네트워크로 작동할 수 있도록 하는 프로토콜이다. 이를 통해 사용자들은 Kbin 및 마스토돈 (소프트웨어)와 같은 호환 가능한 플랫폼과 상호 작용할 수 있다.
2023년 6월, 서드파티 레딧 클라이언트의 사용을 줄이기 위한 레딧 API 서비스 변경 발표 이후, 커뮤니티 회원들은 레미 및 기타 레딧 경쟁사로의 이전을 논의했다. 레딧은 레미로의 전환을 장려하는 사용자와 r/LemmyMigration 서브레딧 전체를 차단했으며, 이는 해커 뉴스와 같은 사이트에서 주목을 받으면서 스트라이샌드 효과를 일으켰다. 이 차단은 하루 뒤에 해제되었다.

## 서드파티 소프트웨어
레딧 API 가격 변경으로 인해 폐쇄되었던 유명한 서드파티 레딧 클라이언트 Sync와 Boost는 레미 클라이언트 개발을 시작했다. 이후 Sync for Lemmy와 Boost for Lemmy로 다시 출시되었다.
그 외에도 여러 앱과 브라우저 클라이언트가 개발되었다.